# Eötvös Loránd Fizikai Társulat
Az Eötvös Loránd Fizikai Társulat (röviden ELFT) a fizika területén működő kutatók, tanárok és a fizika alkalmazásával foglalkozók önkéntes társuláson alapuló tudományos, szakmai egyesülete, amely civil szervezetként működik. Jelenlegi formájában 1949 februárjában alakult Budapesten. A társulat tagjai főképpen egyetemi és főiskolai oktatók, fizikusok és középiskolákban matematikát és fizikát tanító tanárok. A társulat területi illetve szakmai témák szerint szerveződő csoportokban működik.

## Története
Az Eötvös Loránd Fizikai Társulat 1949-ben Budapesten alakult meg az 1891-ben alapított Mathematikai Physikai Társulat (1919 után Eötvös Loránd Matematikai és Fizikai Társulat) egyik jogutódjaként. (A másik jogutód az ugyanekkor létrejött Bolyai János Matematikai Társulat lett.) A társulat első elnöke Novobátzky Károly, társelnökök Gombás Pál, Szalay Sándor és Selényi Pál, alelnökök Kovács István, Szigeti György, titkárok Valkó Iván Péter és Kónya Albert. A társulat vezető tisztségviselőinek nevét az alábbi táblázatok tartalmazzák:
| Év    | Elnök             | Titkár / főtitkár                |
| ----- | ----------------- | -------------------------------- |
| 1949. | Novobátzky Károly | Kónya Albert és Valkó Iván Péter |
| 1950. | Gombás Pál        | Kónya Albert és Nagy Elemér      |
| 1952. | Gyulai Zoltán     | Szigeti György                   |
| 1954. | Gyulai Zoltán     | Szigeti György és Nagy Elemér    |
| 1958. | Gyulai Zoltán     | Szigeti György                   |
| 1964. | Gyulai Zoltán     | Szigeti György és Kovács István  |
| 1968. | Szigeti György    | Kovács István                    |
| 1972. | Szigeti György    | Marx György                      |
| 1976. | Marx György       | Csikai Gyula                     |
| 1980. | Csikai Gyula      | Kroó Norbert                     |
| 1984. | Kroó Norbert      | Kovács István                    |
| 1990. | Marx György       | Ferenczi György                  |
| 1993. | Kiss Dezső        | Richter Péter                    |
| 1994. | Kiss Dezső        | Rósa Géza                        |
| 1996. | Marx György       | Nagy Dénes Lajos                 |
| 1999. | Gyulai József     | Kovách Ádám                      |
| 2003. | Németh Judit      | Szabó Gábor                      |

| Év    | Megválasztott elnök | Elnök             | Leköszönő elnök | Főtitkár         |
| ----- | ------------------- | ----------------- | --------------- | ---------------- |
| 2004. | Patkós András       | Németh Judit      | –               | Szabó Gábor      |
| 2005. | -                   | Patkós András     | Németh Judit    | Kovách Ádám      |
| 2006. | Sólyom Jenő         | Patkós András     | -               | Kovách Ádám      |
| 2007. | -                   | Sólyom Jenő       | Patkós András   | Kádár György     |
| 2008. | Horváth Zalán       | Sólyom Jenő       | –               | Kádár György     |
| 2009. | -                   | Horváth Zalán     | Sólyom Jenő     | Kádár György     |
| 2010. | Kollár János        | Horváth Zalán     | –               | Kádár György     |
| 2011. | -                   | Kroó Norbert      | –               | Kürti Jenő       |
| 2012. | Zawadowski Alfréd   | Kroó Norbert      | –               | Kürti Jenő       |
| 2013. | -                   | Zawadowski Alfréd | Kroó Norbert    | Kürti Jenő       |
| 2014. | Patkós András       | Zawadowski Alfréd | –               | Kürti Jenő       |
| 2015. | -                   | Patkós András     | –               | Újfalussy Balázs |

| Év    | Elnök       | Alelnök               | Főtitkár     |
| ----- | ----------- | --------------------- | ------------ |
| 2017. | Sólyom Jenő | Pántyáné Kuzder Mária | Groma István |
| 2021. | Ormos Pál   | Oláh Éva Mária        | Groma István |

A társulat taglétszáma 1955-ben 600, 1980-ban 2500, 1995-ben 1200, 1999-ben 1072 fő volt.
Az Eötvös Loránd Fizikai Társulat tagja az Európai Fizikai Társulatnak (European Physical Society).

## Tevékenysége
Az Eötvös Loránd Fizikai Társulat tudományos előadóüléseket, szakmai továbbképző tanfolyamokat, ankétokat, nemzeti és nemzetközi konferenciákat valamint egyéb rendezvényeket szervez. Háromévente rendezi meg a Fizikus Vándorgyűlést, ahol hazai és határon túli magyar fizikusok, fizikatanárok, doktoranduszok előadásokon és posztereken mutatják be eredményeiket. Az általános iskolai  és középiskolai szakcsoport többnyire évente rendezi meg a Fizikatanári ankétot, ahol a fizikatanítás legújabb eredményeit bemutató előadások mellett eszközkiállítás is szerepel.
A fizikával, illetve annak oktatásával kapcsolatos országos érdekű, általános jelentőségű és időszerű kérdésekben szakértői munkát végez, véleményt nyilvánít és javaslatokat dolgoz ki. Kapcsolatot tart az illetékes állami és civil szervekkel és szervezetekkel, kutatási és felsőoktatási intézményekkel, továbbá ipari és más érdekelt vállalatokkal és egyéb intézményekkel. Közvetlen kapcsolatot létesít és együttműködik más országok testvéregyesületeivel, azokkal a maga egészében vagy csoportjai útján együttműködési egyezményeket köthet. Egészében vagy szakcsoportjai révén tagja lehet nemzetközi tudományos szervezeteknek. Külföldi szakmai tanulmányutakat szervez, viszonosság alapján lehetővé teszi a szakemberek részvételét a külföldi társegyesületek rendezvényein.
Folyóiratokat, tájékoztató és ismeretterjesztő műveket és egyéb kiadványokat ad ki és terjeszt. Havonta megjelenő folyóirata a Fizikai Szemle. Részt vesz a fiatal tehetségek felkutatásában, támogatásában és a tehetséggondozásban, ennek érdekében ifjúsági fizikai köröket szervez és működtet, felkészíti a magyar csapatot a Nemzetközi Fizikai Diákolimpiára és évente megrendezi a társulat országos és regionális jellegű fizikaversenyeit. Pályázatokat hirdet, továbbá javaslatokat tesz állami és társadalmi kitüntetések és díjak adományozására. Saját alapítású érmeket és díjakat adományoz.
A társulat tagjai munkájukat szakcsoportok, illetve területi csoportok keretén belül végzik.
| Szakcsoportok | Területi csoportok |
| --- | --- |
| - Anyagtudományi Szakcsoport - Atomfizikai és Kvantumelektronikai Szakcsoport - Általános Iskolai Oktatási Szakcsoport - Csillagászati Szakcsoport - Diffrakciós Szakcsoport - Fizikatörténeti Szakcsoport - Középiskolai Oktatási Szakcsoport - Magfizikai Szakcsoport - Neutron-szinkrotron Szakcsoport - Részecskefizikai Szakcsoport - Statisztikus Fizikai Szakcsoport - Sugárvédelmi Szakcsoport - Szilárdtestfizikai Szakcsoport - Termodinamika Szakcsoport - Vákuumfizikai, -technológiai és Alkalmazásai Szakcsoport | - Baranya Megyei Csoport - Bács-Kiskun Megyei Csoport - Békés Megyei Csoport - Borsod-Abaúj-Zemplén Megyei Csoport - Csongrád Megyei Csoport - Fejér Megyei Csoport - Győr-Moson-Sopron Megyei Csoport - Hajdú-Bihar Megyei Csoport - Heves Megyei Csoport - Szabolcs-Szatmár-Bereg Megyei Csoport - Veszprém Megyei Csoport |

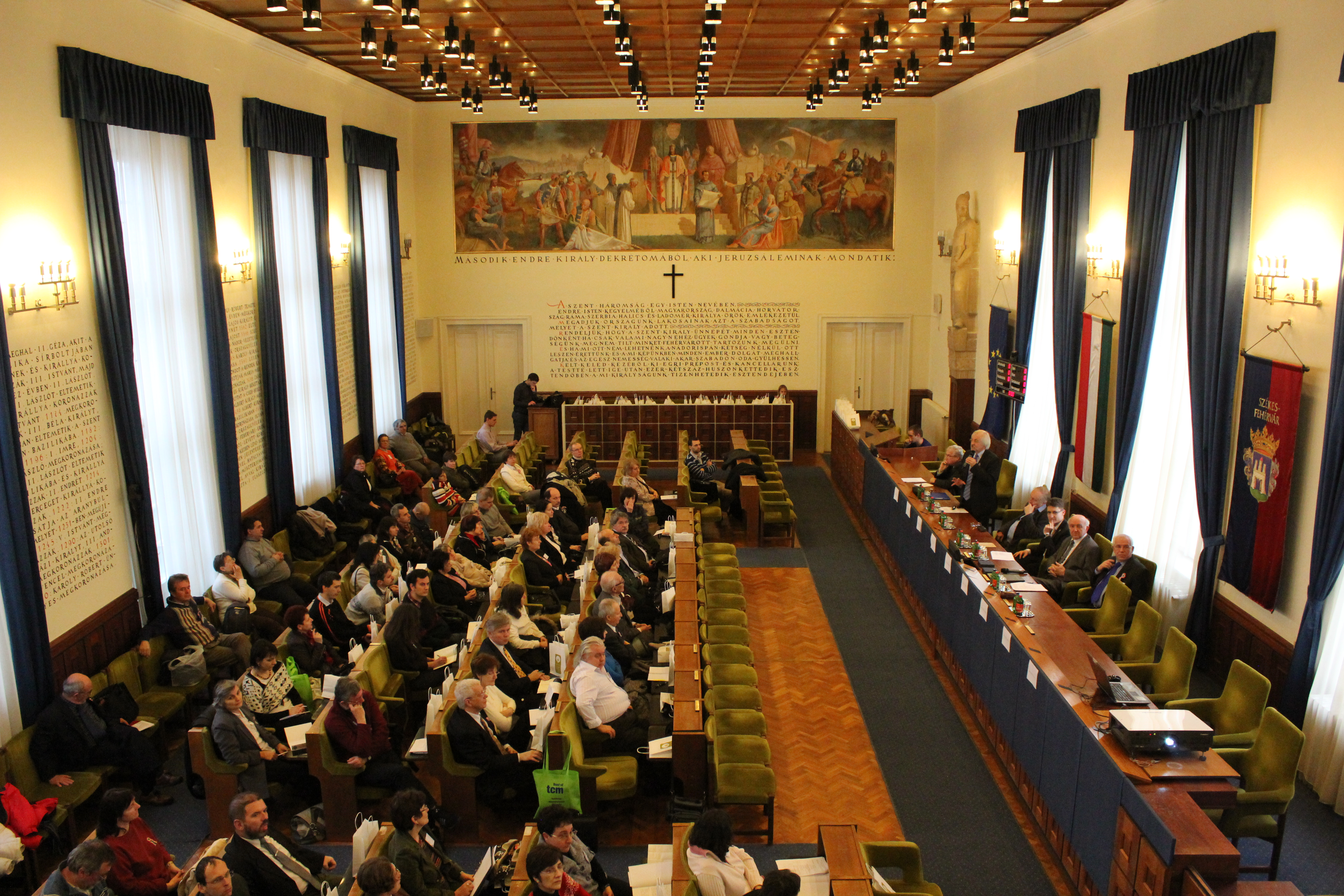
Az 56. Országos Fizikatanári Ankét és Eszközbemutató megnyitója (Székesfehérvár, 2013. március 14.)

Rendszeresen ismétlődő társulati rendezvények:
- Közgyűlés
- Fizikus Vándorgyűlés
- Fizikatanári ankét
- DOFFI - a Fizikus Doktoranduszok Konferenciája
- CERN-i tanártovábbképzés
- Sugárvédelmi Továbbképző Tanfolyam

A társulat által szervezett, vagy a társulat társszervezésében lebonyolított országos fizikaversenyek:
- Eötvös-verseny
- Ortvay Rudolf Fizikai Feladatmegoldó Verseny
- Öveges József Fizikaverseny
- Budó Ágoston Fizikai Feladatmegoldó Verseny
- Hatvani István Fizikaverseny
- Országos Szilárd Leó Fizikaverseny

## A társulat folyóiratai
A társulat folyóirata az 1950-ben indított Fizikai Szemle, amely az Eötvös Loránd által alapított Mathematikai és Physikai Lapok örökébe lépett. A Középiskolai Matematikai és Fizikai Lapok korábban Bolyai János Matematikai Társulattal közös kiadásban jelent meg, a lapot 1997 óta a MATFUND Középiskolai Matematikai és Fizikai Alapítvány jeleneti meg.

## A társulat által alapított díjak
Az Eötvös Loránd Fizikai Társulat Érme annak a tagnak adható, aki a fizika területén hosszú időn keresztül folytatott kutatási, alkalmazási vagy oktatási tevékenységével, valamint a társulatban kifejtett munkásságával kiemelkedően hozzájárult a fizika hazai fejlődéséhez.
Prométheusz-érem – „A fizikai gondolkodás terjesztéséért” annak a személynek adományozható, aki országos hatással járult hozzá a fizikai műveltség terjesztéséhez.
Eötvös-plakett adományozható annak a társulati tagnak, aki hosszú időn keresztül aktív társadalmi munkával járul hozzá a társulat egészének vagy valamelyik csoportjának, szakcsoportjának eredményes működéséhez; továbbá olyan személynek, aki társadalmi munkában, vagy egyéb módon rendkívüli mértékben nyújt segítséget a társulat célkitűzéseinek megvalósításához; illetve neves külföldi vendégének a társulat valamely rendezvényén tartott előadása alkalmából.
A társulat tudományos díjai:
- Bozóky László-díj a sugárfizika és a környezettudomány területén.
- Bródy Imre-díj a fizika alkalmazásának területén.
- Budó Ágoston-díj az optika, molekulafizika vagy a kísérleti fizika területén.
- Detre László-díj a csillagászatban, valamint bolygónkkal és annak kozmikus környezetével foglalkozó fizikai kutatások területén.
- Gombás Pál-díj az alkalmazott kvantumelmélet kutatása területén.
- Gyulai Zoltán-díj a szilárdtestfizika területén.
- Jánossy Lajos-díj az elméleti és kísérleti kutatások területén.
- Novobátzky Károly-díj az elméleti fizikai kutatások területén.
- Schmid Rezső-díj az anyag szerkezetének kutatása területén.
- Selényi Pál-díj a kísérleti kutatás területén.
- Szalay Sándor-díj az atom-vagy atommag-fizikában, illetve ezek interdiszciplináris alkalmazási területén.
- Szigeti György-díj a lumineszcencia- és félvezető-kutatások gyakorlati alkalmazásának területén.

A társulat oktatási és ismeretterjesztési díjai:
- Felsőoktatási Díj a felsőoktatás területén.
- Mikola Sándor-díj az általános iskolai vagy középiskolai tanári munka elismerésére.
- Marx György Fizikai Szemle nívódíj (korábban Fizikai Szemle Nívódíj)
- Vándorplakett

A társulat közreműködik az Ericsson-díj és a Rátz Tanár Úr-életműdíj díjazottjainak kiválasztásában.

## A társulat tiszteletbeli tagjai
| Sorszám | Név                                 | Ország                    | Dátum |
| ------- | ----------------------------------- | ------------------------- | ----- |
| 1.      | Lánczos Kornél                      | Írország                  | 1973  |
| 2.      | Telegdi Bálint                      | USA                       | 1973  |
| 3.      | Alaga, Gaja                         | Jugoszlávia               | 1974  |
| 4.      | Prohorov, Alekszander Mihajlovics   | Szovjetunió / Oroszország | 1974  |
| 5.      | Thirring, Walter                    | Ausztria                  | 1974  |
| 6.      | Beck Pál                            | USA                       | 1975  |
| 7.      | Burhop, Eric Henry Stoneley         | Egyesült Királyság        | 1975  |
| 8.      | Goldanszkij, Vitalij Joszifovics    | Szovjetunió / Oroszország | 1975  |
| 9.      | Pontecorvo, Bruno                   | Szovjetunió / Oroszország | 1975  |
| 10.     | Weisskopf, Victor Frederick         | USA                       | 1975  |
| 11.     | Budini, Paulo                       | USA                       | 1976  |
| 12.     | Kagan, Jurij Mojszejevics           | Szovjetunió / Oroszország | 1976  |
| 13.     | Pitschmann, Herbert                 | Ausztria                  | 1976  |
| 14.     | Nozières, Philippe                  | Franciaország             | 1977  |
| 15.     | Frauenfelder, Hans                  | USA                       | 1978  |
| 16.     | Mayer-Böricke, Claus                | NSZK / Németország        | 1978  |
| 17.     | Ogborn, Jon                         | Egyesült Királyság        | 1978  |
| 18.     | Pisut, Jan                          | Csehszlovákia / Szlovákia | 1978  |
| 19.     | Fljorov, Georgij Nyikolajevics      | Szovjetunió / Oroszország | 1980  |
| 20.     | Iyengar, Padmanabha Krishnagopala   | India                     | 1980  |
| 21.     | Tuczek, Hubertus                    | NSZK / Németország        | 1980  |
| 22.     | Zeldovics, Jakov Boriszovics        | Szovjetunió               | 1980  |
| 23.     | Bay Zoltán                          | USA                       | 1981  |
| 24.     | Bethge, Heinz                       | NDK / Németország         | 1982  |
| 25.     | Grimmeiss, Hermann                  | Svédország                | 1983  |
| 26.     | Nilsson, Jan Simon                  | Svédország                | 1983  |
| 27.     | Romanov, B.                         | Szovjetunió               | 1983? |
| 28.     | Thomsen, Poul                       | Dánia                     | 1983  |
| 29.     | Tisza László                        | USA                       | 1983  |
| 30.     | Wigner Jenő                         | USA                       | 1983  |
| 31.     | Mamus, C.                           | Franciaország             | 1986  |
| 32.     | Vajnstein, Borisz Konsztantyinovics | Szovjetunió               | 1986  |
| 33.     | Balázs Nándor                       | USA                       | 1987  |
| 34.     | Mandelstam, Szergej Leonyidovics    | Szovjetunió               | 1988  |
| 35.     | Qaim, Syed Muhamed                  | NSZK / Németország        | 1988  |
| 36.     | Walther, Herbert                    | NSZK / Németország        | 1988  |
| 37.     | Greiner, Walter                     | NSZK / Németország        | 1989  |
| 38.     | Hajdu János                         | NSZK / Németország        | 1989  |
| 39.     | Mattila, Jukka O.                   | Finnország                | 1990  |
| 40.     | Gábos Zoltán                        | Románia                   | 1991  |
| 41.     | Stőszel Béláné                      | Szlovákia                 | 1991  |
| 42.     | Szabó Árpád                         | Ukrajna                   | 1991  |
| 43.     | Toró Tibor                          | Románia                   | 1991  |
| 44.     | Kürti Miklós                        | Egyesült Királyság        | 1993  |
| 45.     | Teller Ede                          | USA                       | 1993  |
| 46.     | Deutsch Gyula                       | Belgium                   | 1994  |
| 47.     | Domokos Gábor                       | USA                       | 1994  |
| 48.     | Kawakatsu, Hiroshi                  | Japán                     | 1994  |
| 49.     | Kecskés Árpád                       | Szlovákia                 | 1994  |
| 50.     | Kemény János                        | USA                       | 1994  |
| 51.     | Koch Ferenc                         | Románia                   | 1994  |
| 52.     | Nagy F. András                      | USA                       | 1994  |
| 53.     | Shimizu, Sakae                      | Japán                     | 1994  |
| 54.     | Csonka Pál                          | USA                       | 1995  |
| 55.     | Fenyves Ervin                       | USA                       | 1995  |
| 56.     | Harsányi János                      | USA                       | 1995  |
| 57.     | Bárány, Anders                      | Svédország                | 1996  |
| 58.     | Iachello, Francesco                 | USA                       | 1996  |
| 59.     | Stanley, Harry Eugene               | USA                       | 1996  |
| 60.     | Csillag Anna                        | Kanada                    | 1997  |
| 61.     | Gerdau, Erich                       | Németország               | 1997  |
| 62.     | Kai-hua, Zhao                       | Kína                      | 1997  |
| 63.     | Ryu, Tae                            | Japán                     | 1997  |
| 64.     | Sajó-Bohus László                   | Venezuela                 | 1997  |
| 65.     | Akszjonov, Viktor Lazarevics        | Oroszország               | 1998  |
| 66.     | Baksay László                       | USA                       | 1998  |
| 67.     | Konuma, Michiji                     | Japán                     | 1998  |
| 68.     | Mössbauer, Rudolf L.                | Németország               | 1998  |
| 69.     | Duka-Zólyomi Árpád                  | Szlovákia                 | 1999  |
| 70.     | Rolfs, Claus E.                     | Németország               | 2002  |
| 71.     | Amsel, Georges                      | Franciaország             | 2003  |
| 72.     | Montvay István                      | Németország               | 2007  |
| 73.     | Burgdörfer, Joachim                 | Ausztria                  | 2011  |
| 74.     | Kövesi-Domokos Zsuzsa               | USA                       | 2011  |
| 75.     | Zittartz, Johannes                  | Németország               | 2013  |
| 76.     | Erdős Pál                           | Svájc                     | 2013  |
| 77.     | DuBois, Robert D.                   | USA                       | 2014  |
| 78.     | Stolterfoht, Nicolaus               | Németország               | 2014  |
| 79.     | Juhász Tibor                        | USA                       | 2015  |
| 80.     | Gaetana Laricchia                   | Egyesült Királyság        | 2015  |
| 81.     | Zejun Ding                          | Kína                      | 2017  |